# عهدنامه مالک اشتر
عهدنامهٔ مالک اشتر از مهم‌ترین و طولانی‌ترین عهدنامه‌های علی بن ابی‌طالب، امام اول شیعیان، در نهج‌البلاغه است. این عهدنامه به زبان‌های گوناگون ترجمه و شرح‌های بسیاری بر آن نگاشته شده‌است.

## ترجمه عنوان
در ترجمه عنوان نامه که عهد یا عهدنامه باشد اتفاق نظر وجود ندارد.  سید علی خامنه ای  عقیده دارد تعبیر عهدنامه نادرست است و باید آن را عهد مالک یا فرمان و پیمان دانست نه عهدنامه.

## موضوع
دستور دادرسی، رموز رعیّت پروری، آداب مملکت‌داری، طریق لشکرکشی و پند و اندرز به همگان از موضوعاتی است که در این نامه به میان آمده‌است.

## زمان نگارش
هنگامی که وضع مصر در زمان حکومت محمّد ابن ابی بکر بر اثر کارهای معاویه درهم شد، و گروهی به خونخواهی عثمان برخاستند و به علی از اوضاع آن سامان خبر رسید، گفت:
حکمرانی مصر شایسته یکی از دو نفر است یا قیس ابن سعد (از بزرگان شیعیان علیّ) که او را از آنجا برداشتیم دوباره باید فرمانروا شود، یا مالک ابن حارث نخعیّ آنجا رود؛ ولی چون قیس ابن سعد بدین کار بی میل بود علی او را در شغل خود باقی گذاشت، و مالک اشتر را که در نصیبین «شهری بین شام و عراق» بود طلبید و این عهدنامه را برای او نوشت.